# كتلة حيوية (طاقة)

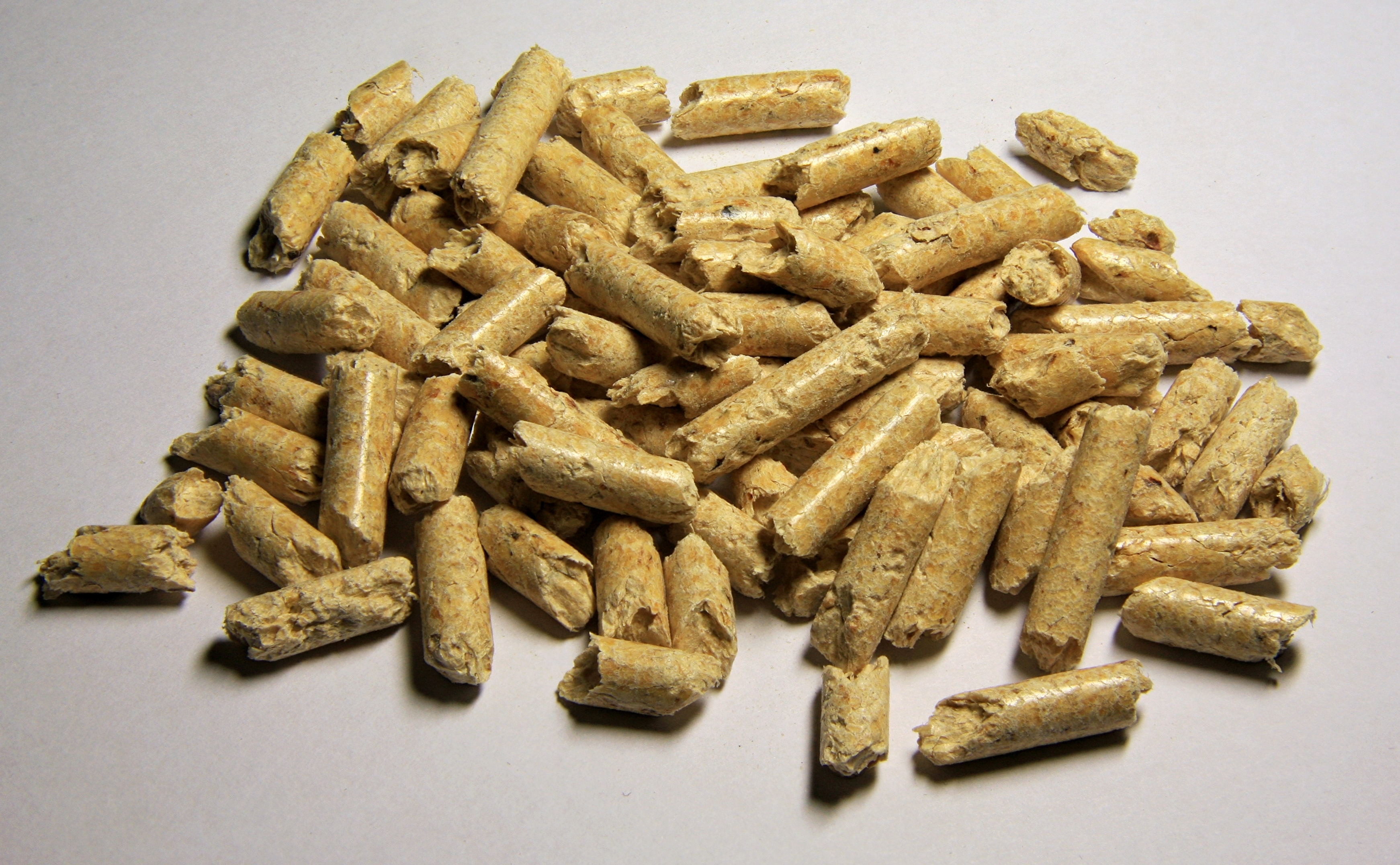
حشد من الكريات الخشبية

الكتل الحيوية هي مواد من كائنات حية حديثة (فارقت الحياة) تستخدم لإنتاج الطاقة الحيوية. تشمل الكتل الحيوية الأخشاب ومخلفات الأخشاب ومحاصيل الطاقة والمخلفات الزراعية والنفايات العضوية من الصناعة والمنازل. تُعتبر مخلفات الخشب والخشب أكبر مصدر للكتل الحيوية حاليًا. يمكن استخدام الخشب كوقود مباشرة أو معالجته على شكل جسيمات خشبية مضغوطة أو أشكال أخرى من الوقود. يمكن أيضًا استخدام نباتات أخرى كوقود، مثلًا الذرة والعشب والحشيشة الفضية والخيزران. نفايات المواد الأولية الرئيسية هي نفايات الخشب والنفايات الزراعية والنفايات المحلية الصلبة ومخلفات الصناعة. يمكن ترقية الكتل الحيوية الخام إلى أنواع وقود عالية الجودة بطرق مختلفة، مصنفة على نطاق واسع على أنها حرارية أو كيميائية أو كيميائية حيوية.
يختلف تأثير الطاقة الحيوية على المناخ بشكل كبير اعتمادًا على مصدر المواد الأولية للكتل الحيوية وكيفية زراعتها. مثلًا، يؤدي حرق الأخشاب للحصول على الطاقة إلى إطلاق ثاني أكسيد الكربون؛ يمكن تخفيف هذه الانبعاثات بدرجة كبيرة إذا استُبدلت الأشجار التي تُحصد بأشجار جديدة في غابة مدارة بشكل جيد، إذ تمتص الأشجار الجديدة ثاني أكسيد الكربون من الهواء أثناء نموها. مع ذلك، يمكن أن يؤدي إنشاء محاصيل الطاقة الحيوية وزراعتها إلى إزاحة النظم البيئية الطبيعية وتدهور التربة واستهلاك المياه والأسمدة الاصطناعية.
في عام 2020، أنتجت الكتل الحيوية 58 إكساجول من الطاقة، مقارنة بـ 172 إكساجول من النفط الخام، و157 إكساجول من الفحم، و138 إكساجول من الغاز الطبيعي، و29 إكساجول من الطاقة النووية، و16 إكساجول من الطاقة المائية، و15 إكساجول من الرياح والطاقة الشمسية والحرارة الجوفية مجتمعةً. يُستخدم نحو 86% من الطاقة الحيوية الحديثة للتدفئة، مع 9% للنقل و5% للكهرباء. تُنتج معظم الطاقة الحيوية العالمية من موارد الغابات.
يدعو سيناريو صافي الصفر لوكالة الطاقة الدولية لعام 2050 إلى التخلص التدريجي من الطاقة الحيوية التقليدية بحلول عام 2030، مع زيادة حصة الطاقة الحيوية الحديثة من 6.6% في عام 2020 إلى 13.1% في عام 2030 و18.7% في عام 2050. تعتقد الهيئة الحكومية الدولية المعنية بتغير المناخ أن الطاقة الحيوية تتمتع بإمكانية كبيرة للتخفيف من آثار تغير المناخ إذا استُغلت بشكل صحيح. تشمل معظم مسارات الهيئة الحكومية الدولية المعنية بتغير المناخ زيادة مساهمة الطاقة الحيوية بنسبة كبيرة في عام 2050 (بمتوسط 200 إكساجول).

## المصطلحات
الكتل الحيوية (في سياق توليد الطاقة) هي مواد من كائنات حية حديثة (فارقت الحياة) تستخدم لإنتاج الطاقة الحيوية. هناك اختلافات في كيفية تعريف هذه الكتل الحيوية للطاقة، مثلًا فقط من النباتات أو من النباتات والطحالب أو من النباتات والحيوانات. الغالبية العظمى من الكتل الحيوية المستخدمة في الطاقة الحيوية تأتي من النباتات. الطاقة الحيوية هي نوع من أنواع الطاقة المتجددة التي يمكن أن تساعد في التخفيف من آثار تغير المناخ.
يستخدم بعض الأشخاص مصطلحي الكتل الحيوية والوقود الحيوي بالتبادل، ولكن أصبح من الشائع الآن اعتبار الوقود الحيوي وقودًا سائلًا أو غازيًا يُستخدم للنقل، على النحو المحدد من قبل السلطات الحكومية في الولايات المتحدة والاتحاد الأوروبي. من هذا المنظور، فإن الوقود الحيوي هو مجموعة فرعية من الكتل الحيوية.
يعرّف مركز الأبحاث المشترك التابع للاتحاد الأوروبي الوقود الحيوي الصلب على أنه مادة عضوية خام أو معالجة من أصل حيوي تُستخدم لإنتاج الطاقة، مثل الحطب ورقائق الخشب والجسيمات الخشبية المضغوطة.

## أنواعها واستخداماتها
تُستخدم أنواع مختلفة من الكتل الحيوية لأغراض مختلفة:
- تشمل مصادر الكتلة الحيوية الأولية المناسبة لتوليد الحرارة أو الكهرباء ولكن ليس للنقل: الخشب ومخلفات الخشب الجسيمات الخشبية المضغوطة والمخلفات الزراعية والنفايات العضوية.
- يمكن أن تأتي الكتل الحيوية التي تُعالج لإنتاج وقود النقل من الذرة وقصب السكر وفول الصويا.

يتم تصنيف الكتل الحيوية إما على أنها كتل حيوية تُحصد مباشرةً لإنتاج الطاقة (الكتل الحيوية الأولية)، أو كمخلفات ونفايات: (الكتل الحيوية الثانوية).